# Márok megállóhely
Márok megállóhely egy Baranya vármegyei vasútállomás, Márok községben, melyet Márok önkormányzata üzemeltet. Jegypénztár nélküli, nincs jegykiadás. 2021. szeptember 13-tól a megállóban a vonatok csak feltételesen állnak meg. Az 1914-es és az 1947-es menetrendben Hercegszentmárton névvel szerepelt.

## Vasútvonalak
Az állomást az alábbi vasútvonalak érintik:
- Pécs–Mohács-vasútvonal

## Kapcsolódó állomások
A vasútállomáshoz az alábbi állomások vannak a legközelebb:
- Villány vasútállomás (Pécs–Mohács-vasútvonal)
- Bóly megállóhely (Pécs–Mohács-vasútvonal)

## Forgalom

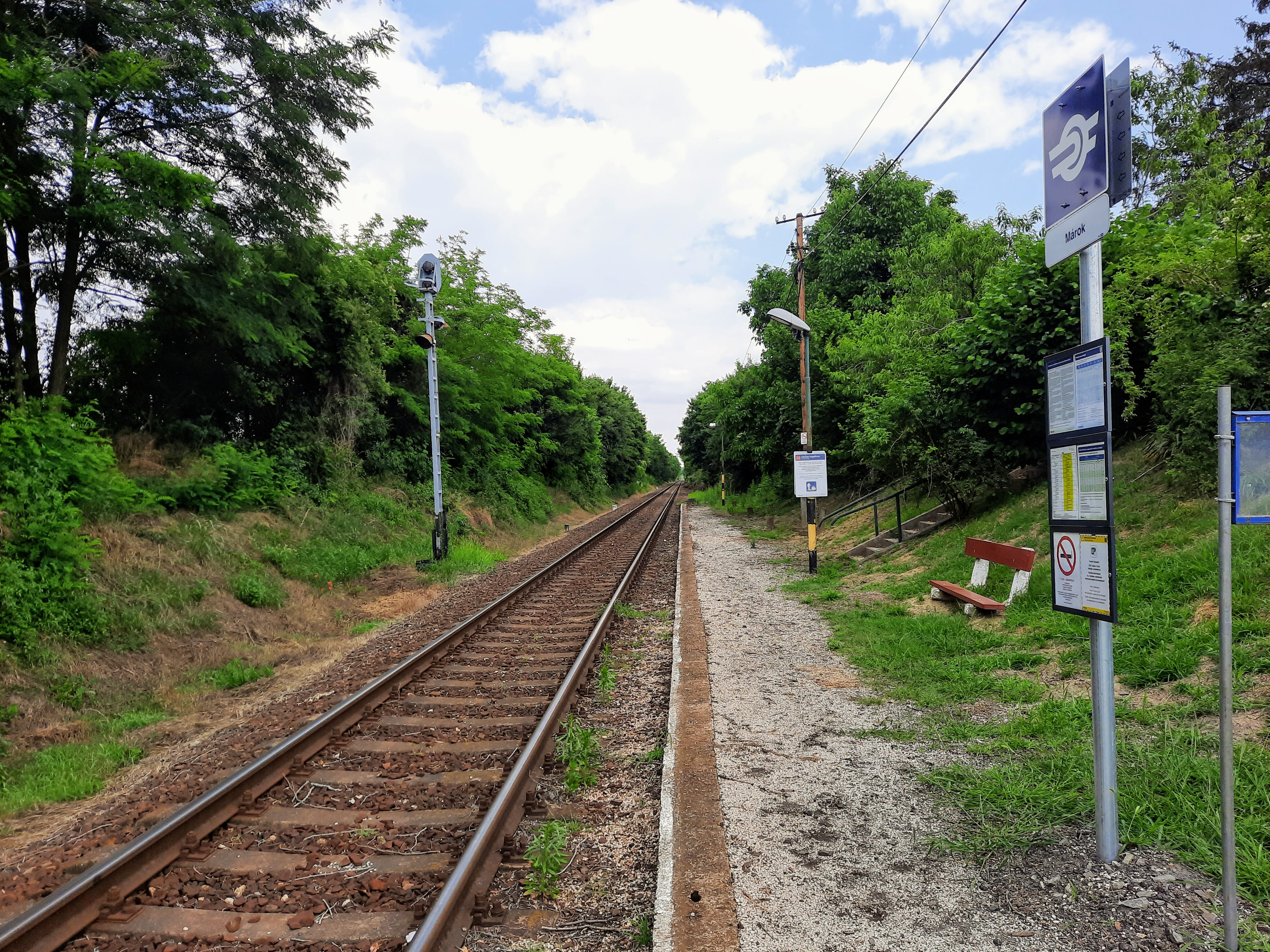
A megállóhely 2022-ben

| Járat        | Útvonal | Gyakoriság |
| ------------ | --- | ---------- |
| személyvonat | Pécs – Pécs-Külváros – Pécsbánya-Rendező – Pécsudvard – Szőkéd – Áta – Kistótfalu – Vokány – Palkonya – Villánykövesd – Villány – Márok – Bóly – Nagynyárád – Középmező – Mohács | Napi 2 pár |
| személyvonat | Mohács – Középmező – Nagynyárád – Bóly – Márok – Villány | Napi 5 pár |